# 쥬드 홀드렌

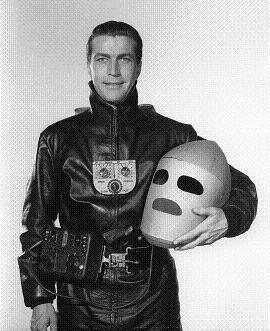

쥬드 홀드렌(Judd Holdren, 1915년 10월 16일 ~ 1974년 3월 11일)은 미국의 배우, 텔레비전 배우이다.
로스앤젤레스에서 사망하였다. 사인은 총상이다.

## 영화
- 사탄의 위성 (1958년)
- 놀랍도록 거대한 남자 (1957년)
- 록키 존스, 스페이스 레인저 (1954년)
- 코만도 코디 (1953년)
- 좀비 오브 더 스트래터스피어 (1952년)
- 프란시스 (1950년)
- 로켓쉽 X-M (1950년)
- 론 레인저 - 49년 시리즈 (1949년)